# Gary Levinsohn
Gary Levinsohn (* 1959 in Südafrika) ist ein für den Oscar nominierter Filmproduzent und Ausführender Produzent.

## Leben
In Südafrika aufgewachsen, ging Levinsohn an die University of Colorado, wo er 1985 seinen Abschluss feierte. Er konnte sich schnell in Hollywood etablieren und hatte 1998 mit dem Streifen Der Soldat James Ryan seinen bisher größten Erfolg, da er hierfür sogar für den Oscar nominiert wurde.

## Filmografie (Auswahl)
Als Produzent
- 1998: Hard Rain
- 1998: Paulie – Ein Plappermaul macht seinen Weg (Paulie)
- 1998: Der Soldat James Ryan (Saving Private Ryan)
- 2000: Der Patriot (The Patriot)
- 2006: Snakes on a Plane
- 2012: Cold Blood – Kein Ausweg. Keine Gnade. (Deadfall)
- 2012: Jack Reacher
- 2022: Marlowe
- 2025: Night Always Comes

Als Executive Producer
- 1992: Blue Ice
- 1993: Karen McCoy – Die Katze (The Real McCoy)
- 1995: Angus – voll cool (Angus)
- 1995: 12 Monkeys (Twelve Monkeys)
- 1997: Das Relikt (The Relic)
- 1997: Der Schakal (The Jackal)
- 1997: Ripper – Der Schlitzer (The Ripper) (TV)
- 1998: Black Dog
- 1998: Ein einfacher Plan (A Simple Plan)
- 1999: Virus – Schiff ohne Wiederkehr (Virus)
- 1999: Rage – Irrsinnige Gewalt (All the Rage)
- 2000: Ist sie nicht großartig? (Isn’t She Great)
- 2003: Pancho Villa – Mexican Outlaw (And Starring Pancho Villa as Himself)
- 2003: Timeline
- 2005: Life of the Party
- 2005: Casanova
- 2006: The Hoax

## Auszeichnungen
- 1999: Golden Globe: Auszeichnung in der Kategorie Bester Film – Drama für Der Soldat James Ryan
- 1999: Oscar: Nominierung in der Kategorie Bester Film für Der Soldat James Ryan
- 1999: BAFTA Award: Nominierung in der Kategorie Bester Film für Der Soldat James Ryan
- 1999: Saturn Award: Auszeichnung in der Kategorie Bester Action-/Adventure-/Thriller-Film für Der Soldat James Ryan